# Glasarchitektur
Als Glasarchitektur bezeichnet man eine über das übliche Maß hinausgehende großflächige Verwendung des Baustoffes Glas als architektonisches Gestaltungselement.
Die Glasarchitektur beginnt mit der industriellen Herstellung größerer Flachgläser im mittleren 18. Jahrhundert, was den Übergang von der Bleiverglasung zum hölzernen Fensterrahmen für eine ganze Scheibe erlaubt, und damit auch eingeglaste Holzrahmenkonstruktionen für Wände, und zunehmend auch Überdachungen. Das beschränkt sich anfangs auf herrschaftliche Veranden, Pavillons, Orangerien (Gewächshäuser) und Ähnliches.
An Fassaden ist sie – im Besonderen in Verbindung mit Stahl oder Aluminium – ein Stilmerkmal der modernen Architektur (Hauptartikel: Glasfassade).

## Beispiele

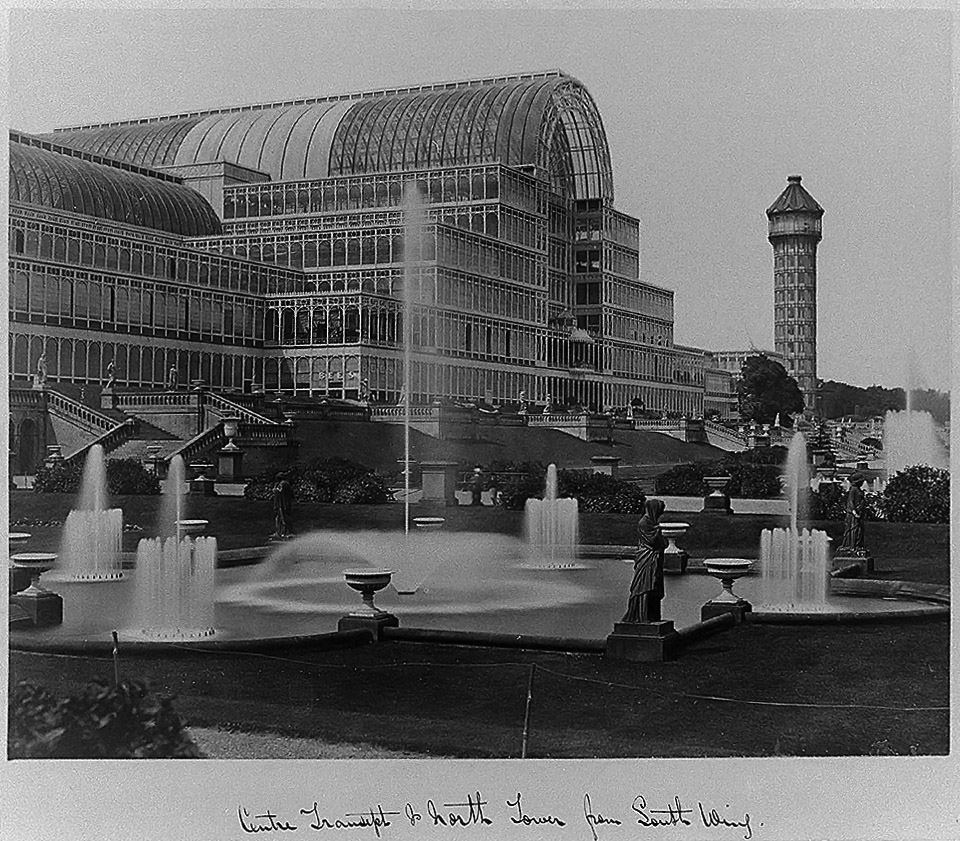
Kristallpalast London, 1851
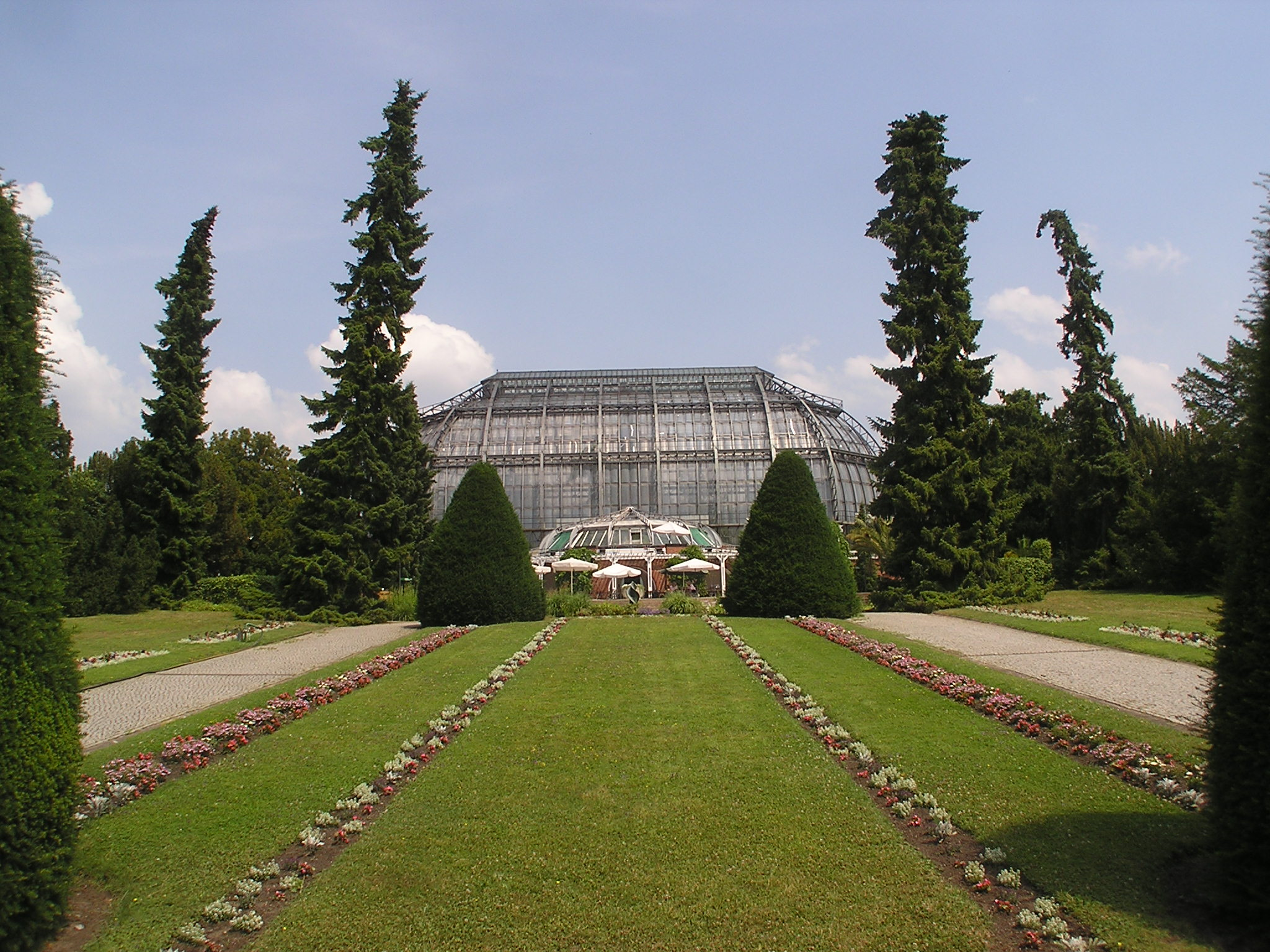
Großes Tropenhaus Botanischer Garten Berlin, 1907
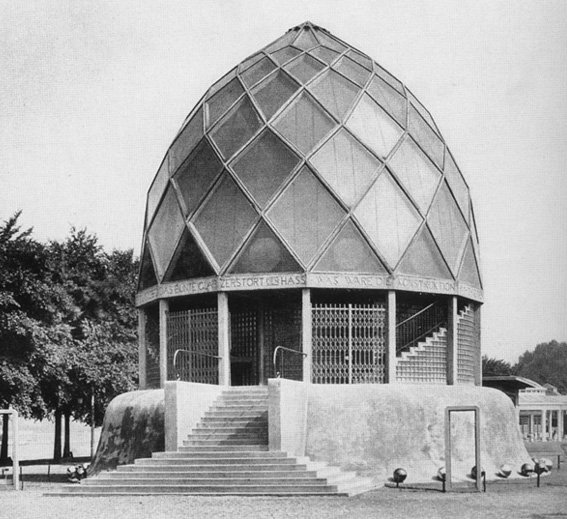
Bruno Taut, Glashaus-Pavilion der Kölner Werkbundausstellung, 1914
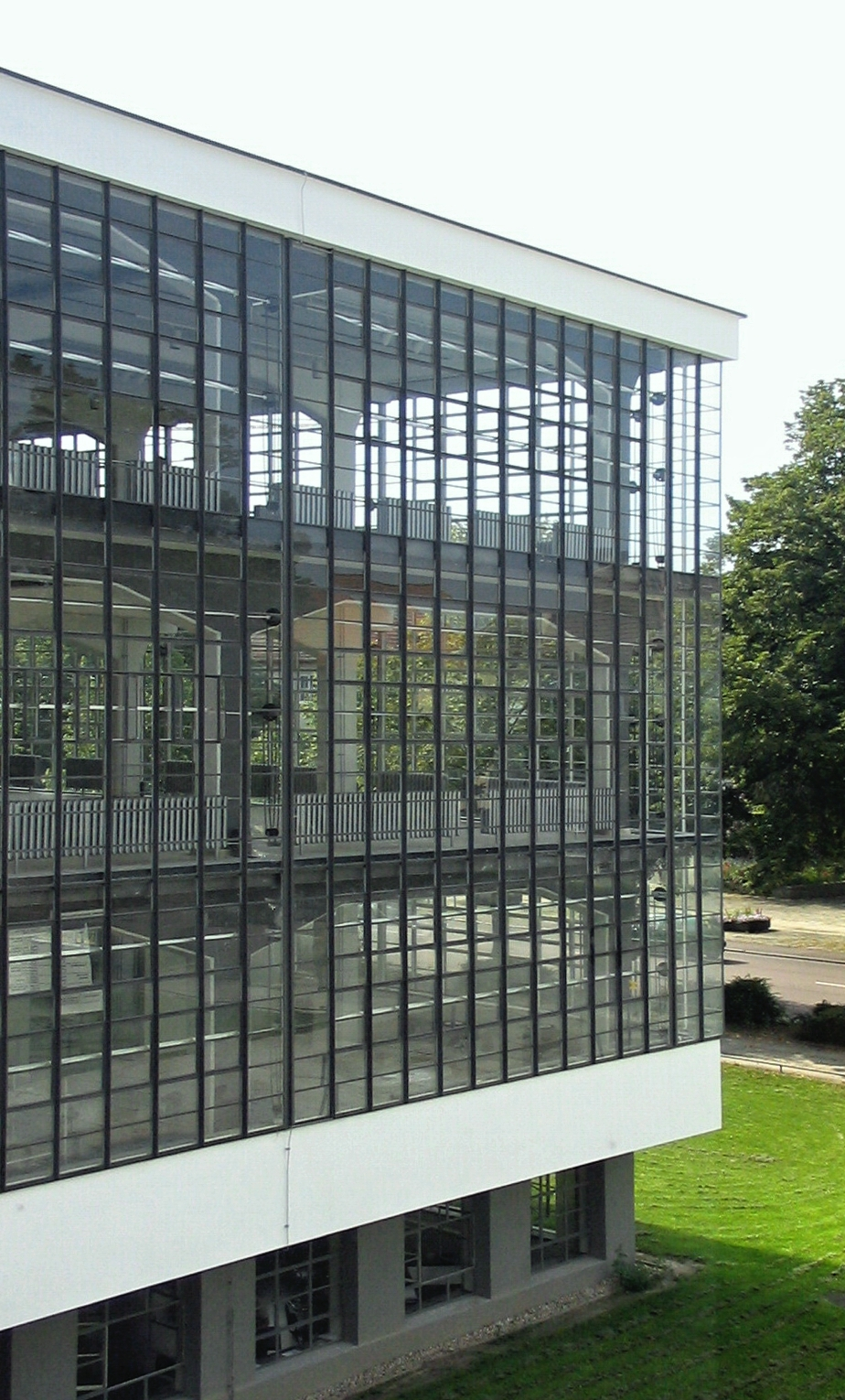
Bauhaus Dessau, 1926
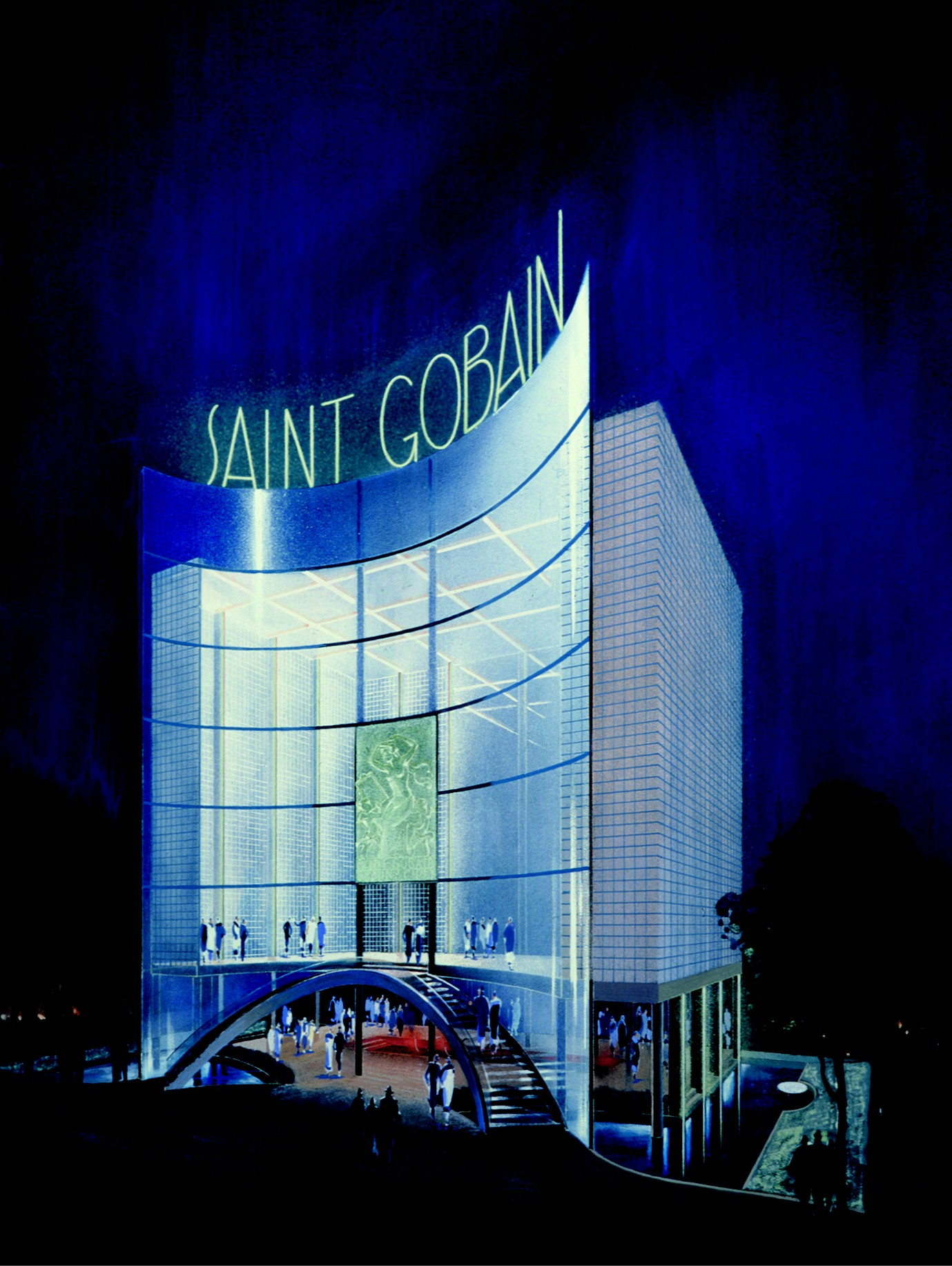
Pavillon des französischen Industrieunternehmens Saint-Gobain, Weltausstellung Paris 1937
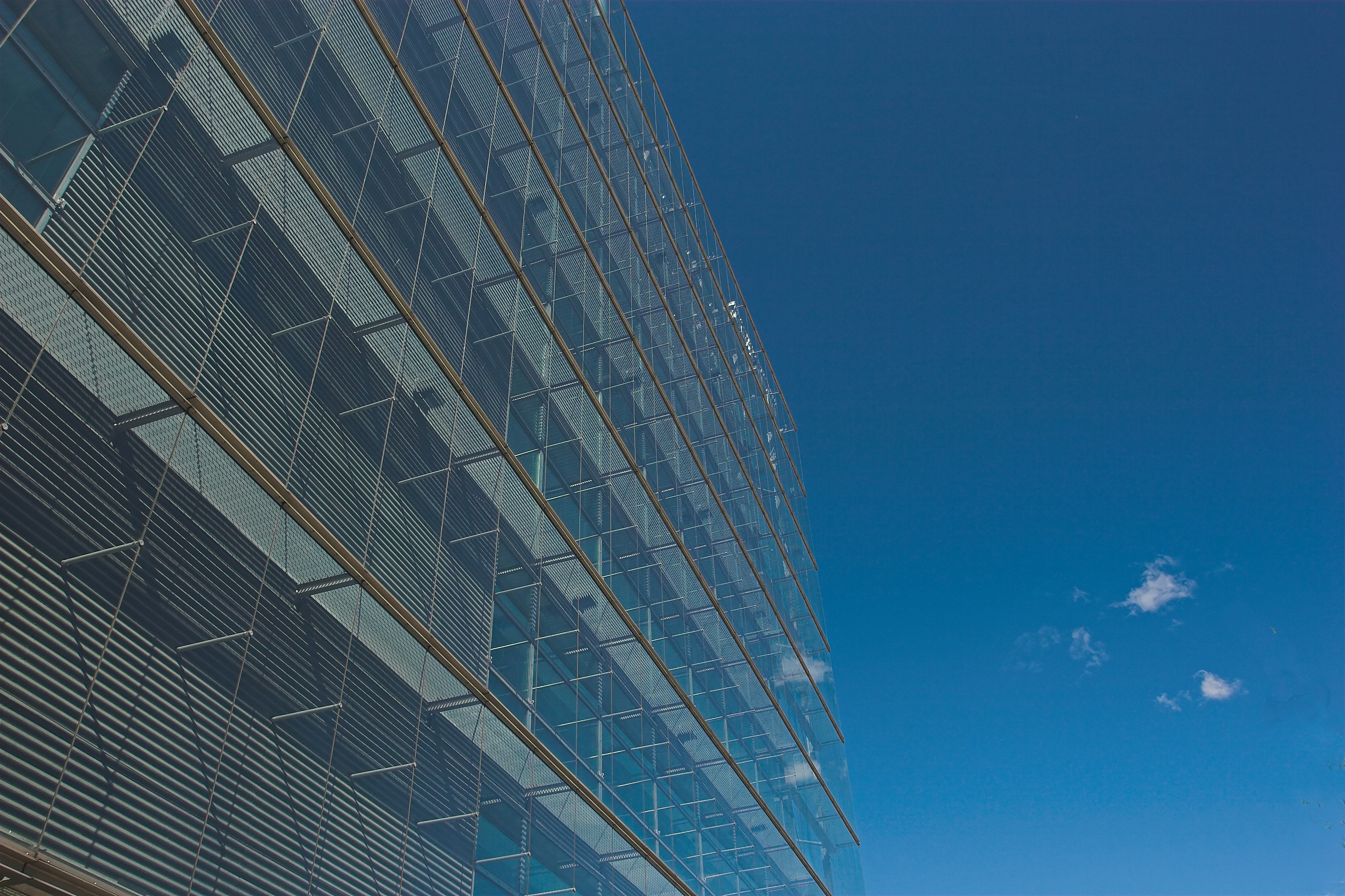
Zeitgenössische Glasarchitektur